# A Christmas Melody
《A Christmas Melody》는 2015년 12월 19일에 홀마크 채널에서 방영된 머라이어 캐리의 크리스마스 특집 텔레비전 프로그램이다.